# Puszcza Solska

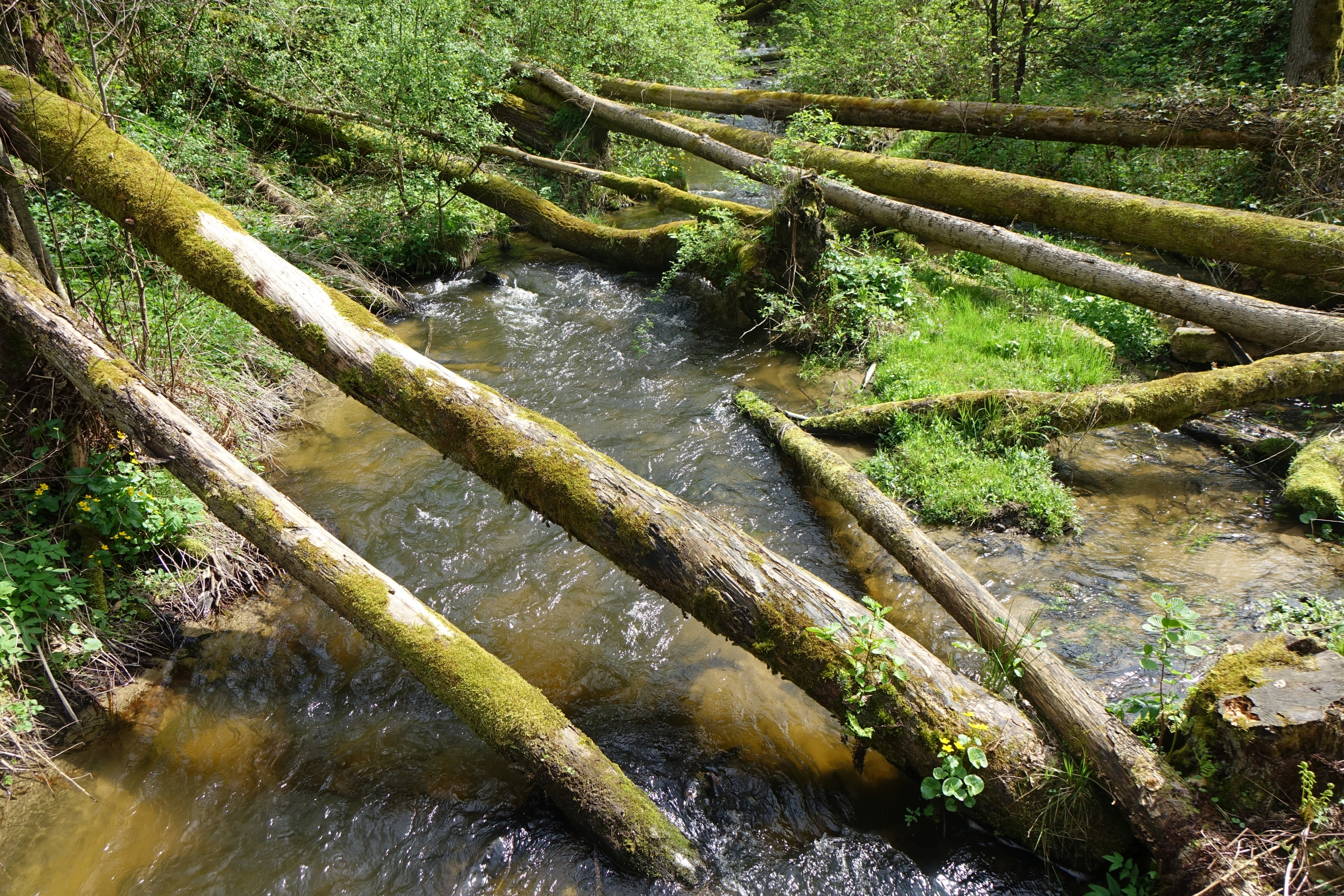
Rzeka Sopot

Puszcza Solska (również Lasy Biłgorajskie) – duży kompleks leśny w południowej części województwa lubelskiego, złożony głównie z borów sosnowych, w części sztucznie nasadzonych. Zajmuje obszar około 1240 km². W okresie średniowiecza wraz z Puszczą Sandomierską stanowiła jeden kompleks leśny. Puszcza oznaczona jest jako ostoja ptaków IBA.

## Geografia regionu
Puszcza Solska leży w Kotlinie Sandomierskiej, na Równinie Biłgorajskiej, na południe od pasma Roztocza. Stanowi przedłużenie Puszczy Sandomierskiej i Lasów Janowskich, z którymi graniczy od zachodu. Ciągnie się w kierunku południowo-wschodnim aż do granicy Polski z Ukrainą. Większymi rzekami Puszczy Solskiej są: Tanew, Łada, Sopot, Szum i Niepryszka.
Puszczę w większości tworzą drzewa iglaste, głównie sosna (Pinus) i jodła (Abies) – cenne dla obszaru są właśnie między innymi drzewostany jodłowe porastające lessy. Występują także rozległe torfowiska, porośnięte przez żurawinę, głóg, leszczynę, jałowce, derenie, bzy i czarną jagodę. Występuje także rosiczka okrągłolistna i długolistna, widłak torfowy i kosaciec syberyjski.

## Największe miasta
- Biłgoraj[4]
- Józefów[4]
- Tomaszów Lubelski[4]

## Transport
Główne drogi przebiegające przez Puszczę Solską:
- nr 17 (Warszawa – Lublin – Zamość – Lwów)
- nr 849 (Zamość – Wola Obszańska)
- nr 853 (Biłgoraj – Tomaszów Lubelski)
- nr 858 (Szczebrzeszyn – Biłgoraj – Nisko)
- nr 865 (Jarosław – Narol – Bełżec)

Ponadto przebiega tędy linia kolejowa łącząca Zwierzyniec z Bełżcem.

## Ochrona przyrody
Lasy Puszczy Solskiej są objęte rozbudowanym systemem ochrony. W północnej części puszczy znajduje się Roztoczański Park Narodowy, poza tym istnieją tu:
- Park Krajobrazowy Lasy Janowskie
- Park Krajobrazowy Puszczy Solskiej
- Szczebrzeszyński Park Krajobrazowy
- Południoworoztoczański Park Krajobrazowy
- Krasnobrodzki Park Krajobrazowy

oraz:
- Rezerwat przyrody Czartowe Pole
- Rezerwat przyrody Obary
- Rezerwat przyrody Kacze Błota
- Rezerwat przyrody Szum
- Rezerwat przyrody Nad Tanwią

## Awifauna
Od roku 2010 Puszcza Solska uznawana jest przez BirdLife International za ostoję ptaków IBA. Gatunki, które zaważyły o tej decyzji, są z wyjątkiem jednego włączane do kryterium IBA C6 – gatunki zagrożone w skali Unii Europejskiej. Należą tu głuszec zwyczajny (Tetrao urogallus), bocian czarny (Ciconia nigra), trzmielojad zwyczajny (Pernis apivorus), orlik krzykliwy (Aquila pomarina), kropiatka (Porzana porzana), sowy: puszczyk uralski (Strix uralensis), puchacz zwyczajny (Bubo bubo) oraz włochatka zwyczajna (Aegolius funereus), lelek zwyczajny (Caprimulgus europaeus), dzięcioł czarny (Dryocopus martius) i wróblowe: lerka (Lullula arborea) wraz z jarzębatką (Sylvia nisoria). Jedynym gatunkiem spełniającym kryterium C1 – zagrożony w skali globalnej – jest derkacz zwyczajny (Crex crex). Ogółem występują tu co najmniej 34 gatunki ptaków uwzględnione w Dyrektywie ptasiej.
W Rudzie Różanieckiej znajduje się kilka kompleksów stawów (wschodnia część Puszczy). Miejsce to nadaje się do obserwacji ptaków szponiastych, np. trzmielojadów i błotniaków stawowych, czasem bielików i orlików krzykliwych; także kobuza. Od maja do sierpnia zauważyć można kobczyka. Na brzegach stawów stwierdzono m.in. czaplę purpurową, czaplę nadobną i kormorana małego. Na liczącej około 2,5 km długości grobli między stawami, zaobserwować dają się wąsatka, bączek oraz pliszka górska.

## Historia
W okresie II wojny światowej teren Puszczy Solskiej podobnie jak Lasów Janowskich był miejscem walk między niemieckimi oddziałami wojska i policji a oddziałami partyzanckimi Armii Krajowej, Batalionów Chłopskich i Armii Ludowej oraz partyzantki radzieckiej. Niemieckie akcje przeciwpartyzanckie prowadzone były w ramach operacji o kryptonimie: Sturmwind I i Sturmwind II.
25–26 czerwca 1944 nad rzeką Sopot miała miejsce bitwa pod Osuchami.